# Justh család
Neczpáli Justh család Turóc vármegyei eredetű család.
A családtörténeti forrásmunkák szerint a pomerániai Kussowból (Kusowo) származó Justh Jodok, Zsigmond magyar király zsoldoskapitánya, 1451-ben szerzett nemességet. Eredetileg Jodok a zsoldja fejében a haldokló királytól a Borsod vármegyei Cserép várát, valamint Keresztes és Kövesd birtokokat kapta zálogként. Ezeket Albert magyar király zálogként elcserélte a Zólyom vármegyei Végles várával, amelyet Jodok addig honorként birtokolt. Érdemeiért Végles várát kapta adományba, amelyről fia András előnevét is írta. Később megszerezve a turóc vármegyei Necpál községet, azt használták előnévként. A Necpáli család utolsó férfi tagja, Balázs 1479-ben házassági szerződéssel egyetlen kiskorú lányát Zsófiát eljegyezte Justh András legidősebb fiával Jánossal, s elzálogosította neki a család birtokait. A házasság ugyan meghiúsult, de ezen az úton kerültek a Justh család kezére a Necpál család birtokai és levéltárukba számos, főként turóc vármegyei középkori okirat, mely a Necpáli család iratanyaga volt eredetileg. Végles várát II. Ulászló magyar király 1499-ben 6000 forintért visszaváltotta a családtól.
Az 1754/1755. évi országos nemesi összeírásban Nyitra vármegyében Antal és Péter, Turóc vármegyében László, Gáspár, Sándor, János, Gábor, Antal és Péter szerepeltek.
A család címerpecsétje Heves- és Nógrád vármegye levéltárában is előfordult. Az orosházi Justh Zsigmond Városi Könyvtár a neves Justh Zsigmond magyar íróról vette fel nevét.

## Neves családtagok
- Justh József (1809-1875) országgyűlési képviselő, Bars vármegye főispánja, Turóc vármegye alispánja.[4]
- Justh Gyula (1850-1917) magyar politikus, országgyűlési képviselő, a Függetlenségi és 48-as (Justh) Párt elnöke, Justh Zsigmond testvére.
- Justh Zsigmond (1863-1894) magyar író, drámaíró, saját színházának igazgatója, Justh Gyula testvére.